# Anneau tympanique
L'anneau tympanique (ou anneau tympanal ou cercle tympanal) est une structure osseuse présent chez le nouveau-né correspondant à la partie tympanique de l'os temporal.

## Description
L'anneau tympanique est incomplet et ouvert en haut. Ses deux extrémités sont soudées à la partie inférieure de l'écaille de l'os temporal.
Au cours de la croissance l'anneau tympanique s'étend vers l'extérieur et se transforme en une gouttière à ouverture supérieure, les bords de la gouttière restant soudés à la partie pétreuse de l'os temporal. A la fin de la croissance, elle forme les parois antérieure, inférieure et postérieure du méat acoustique externe.